# Kombinacja norweska na Mistrzostwach Świata w Narciarstwie Klasycznym 2007
Zawody w kombinacji norweskiej na XXXIII Mistrzostwach świata w narciarstwie klasycznym odbyły się w dniach 23 lutego - 3 marca 2007 w japońskim Sapporo.

## Wyniki

### Sprint HS 134/7,5 km
- Data 23 lutego 2007

| Medal | Zawodnik            | Narodowość | Wynik   |
| ----- | ------------------- | ---------- | ------- |
|       | Hannu Manninen      | Finlandia  | 17:40,2 |
|       | Magnus Moan         | Norwegia   | 17:40,5 |
|       | Björn Kircheisen    | Niemcy     | 18:09,7 |
| 4     | Anssi Koivuranta    | Finlandia  | 18:15,4 |
| 5     | Felix Gottwald      | Austria    | 18:32,3 |
| 6     | Petter Tande        | Norwegia   | 18:38,1 |
| 7     | Jason Lamy Chappuis | Francja    | 18:38,4 |
| 8     | Ronny Ackermann     | Niemcy     | 18:38,8 |
| 9     | David Kreiner       | Austria    | 18:58,1 |
| 10    | Maxime Laheurte     | Francja    | 18:58,7 |

### Gundersen HS 100/15 km
- Data 3 marca 2007

| Medal | Zawodnik          | Narodowość        | Wynik   |
| ----- | ----------------- | ----------------- | ------- |
|       | Ronny Ackermann   | Niemcy            | 38:35,6 |
|       | Bill Demong       | Stany Zjednoczone | 38:44,1 |
|       | Anssi Koivuranta  | Finlandia         | 38:44,3 |
| 4     | Christoph Bieler  | Austria           | 39:34,9 |
| 5     | Felix Gottwald    | Austria           | 39:42,8 |
| 6     | Hannu Manninen    | Finlandia         | 39:51,6 |
| 7     | Björn Kircheisen  | Niemcy            | 39:52,3 |
| 8     | Espen Rian        | Norwegia          | 40:14,2 |
| 9     | Sebastian Haseney | Niemcy            | 40:25,6 |
| 10    | Magnus Moan       | Norwegia          | 40:34,3 |

### Sztafeta 4 x 5 km
- Data 25 lutego 2007

| Medal | Zawodnik                                                            | Narodowość | Wynik   |
| ----- | ------------------------------------------------------------------- | ---------- | ------- |
|       | Anssi Koivuranta Janne Ryynänen Jaakko Tallus Hannu Manninen        | Finlandia  | 49:14,9 |
|       | Sebastian Haseney Ronny Ackermann Tino Edelmann Björn Kircheisen    | Niemcy     | 49:43,3 |
|       | Håvard Klemetsen Espen Rian Petter Tande Magnus Moan                | Norwegia   | 50:26,9 |
| 4     | Christoph Bieler David Kreiner Mario Stecher Felix Gottwald         | Austria    | 50:27,3 |
| 5     | Ronny Heer Andreas Hurschler Seppi Hurschler Ivan Rieder            | Szwajcaria | 52:56,7 |
| 6     | Mathieu Martinez François Braud Maxime Laheurte Jason Lamy Chappuis | Francja    | 53:24,7 |
| 7     | Miroslav Dvořák Pavel Churavý Tomáš Slavík Martin Škopek            | Czechy     | 54:10,3 |
| 8     | Hideaki Nagai Taihei Katō Akito Watabe Norihito Kobayashi           | Japonia    | 54:32,6 |

## Klasyfikacja medalowa
| Miejsce | Państwo           |   |   |   | Razem |
| ------- | ----------------- | - | - | - | ----- |
| 1.      | Finlandia         | 2 | 0 | 1 | 3     |
| 2.      | Niemcy            | 1 | 1 | 1 | 3     |
| 3.      | Norwegia          | 0 | 1 | 1 | 2     |
| 4.      | Stany Zjednoczone | 0 | 1 | 0 | 1     |